# Gatustrid (låt)
Gatustrid är en låt av den svenska punkrock-gruppen Noice. Låten skrevs av basisten Peo Thyrén och återfinns som den nionde låten på albumet Bedårande barn av sin tid. 
"Gatustrid" spelades in ånyo då Noice återförenades 1995 och finns med på albumet Vild, vild värld. Låten var en av 10 på albumet som var nya inspelningar av deras gamla låtar.

## Musiker
- Hasse Carlsson – sång/gitarr
- Peo Thyrén – elbas
- Freddie Hansson – klaviatur
- Robert Klasen – trummor